# Aspergillus
Aspergillus es un género ampliamente distribuido de alrededor de seiscientos hongos (mohos). Aspergillus es un hongo filamentoso (compuesto de cadenas de células, llamadas hifas). El hábitat natural de las especies de Aspergillus son el heno y el compostaje. Dentro del tipo de hifas se encuentran las no pigmentadas, que reciben el nombre de hialohifomicetos. A su vez tiene dos formas de presentación: una saprofítica, en que aparece como un hongo con hifas septadas del que surgen los conidióforos, los cuales a su vez tienen una ampliación: la cabeza aspergilar de la que surgen unas estructuras de forma ampular, que son las fiálides, de las que surgirán las estructuras reproductivas (también llamados propágulos), y que reciben el nombre de fialoconidias.

## Historia
En 1729 Aspergillus fue catalogado por primera vez por el biólogo italiano Pier Antonio Micheli.  Micheli usó el nombre "Aspergillum" por parecerse el hongo al instrumento usado para dispersar agua bendita. La descripción hecha por Micheli de este género de hongo en su obra Nova Plantarum Genera tiene importancia histórica, al ser reconocido como el punto inicial de la ciencia de la micología.

## Enfermedades
Aspergillus es un hongo oportunista y uno de los que toman ventaja de personas inmunocomprometidas. Entre las patologías más frecuentes se encuentran:
- Aspergilosis pulmonar invasiva: especialmente importante en inmunodeprimidos.
- Onicomicosis: enfermedad de las uñas.[3]
- Otomicosis: enfermedad principalmente del oído externo.[4]
- Sinusitis alérgica.[5]

Es relativamente frecuente confundir una infección por Aspergillus con las más comunes infecciones bacterianas, así como puede haber una infección simultánea con ambos microorganismos.

### Riesgo
Las especies de Aspergillus rara vez causan enfermedad. Cuando lo hacen, los siguientes factores de riesgo se han presentado para crear la oportunidad de infección:
- Penetración predilecta por sitios húmedos.
- Limpieza excesiva del cerumen de las orejas.
- Hábito de introducir materiales en el oído.
- Utilización de equipos que cubren el oído (audífonos, tapones, aparatos auditivos, etc.).

### Tratamiento
- Limpieza y desbridamiento del oído.
- Tratamiento antimicótico (gotas).
- Transposición de cerumen en casos resistentes.[7]
- Antiinflamatorios esteroideos. (Los esteroides deben usarse con mucha cautela, pues pueden ocasionar empeoramiento por inmunosupresión localizada).

## Usos alimenticios
Aspergillus oryzae, conocido como kōji (麹?), A diferencia de otros hongos del género Aspergillus, es usado tradicionalmente en cocina japonesa como un organismo fermentador. Por ejemplo, las bebidas alcohólicas como el sake japonés a menudo se elaboran con arroz u otros ingredientes ricos en almidón (como la mandioca), en lugar de uvas o cebada malteada. Los microorganismos típicos utilizados para producir alcohol, como las levaduras del género Saccharomyces, no pueden fermentar estos almidones. Por lo tanto, el moho koji como el Aspergillus oryzae se usa para descomponer primero los almidones en azúcares más simples.

## Estructura

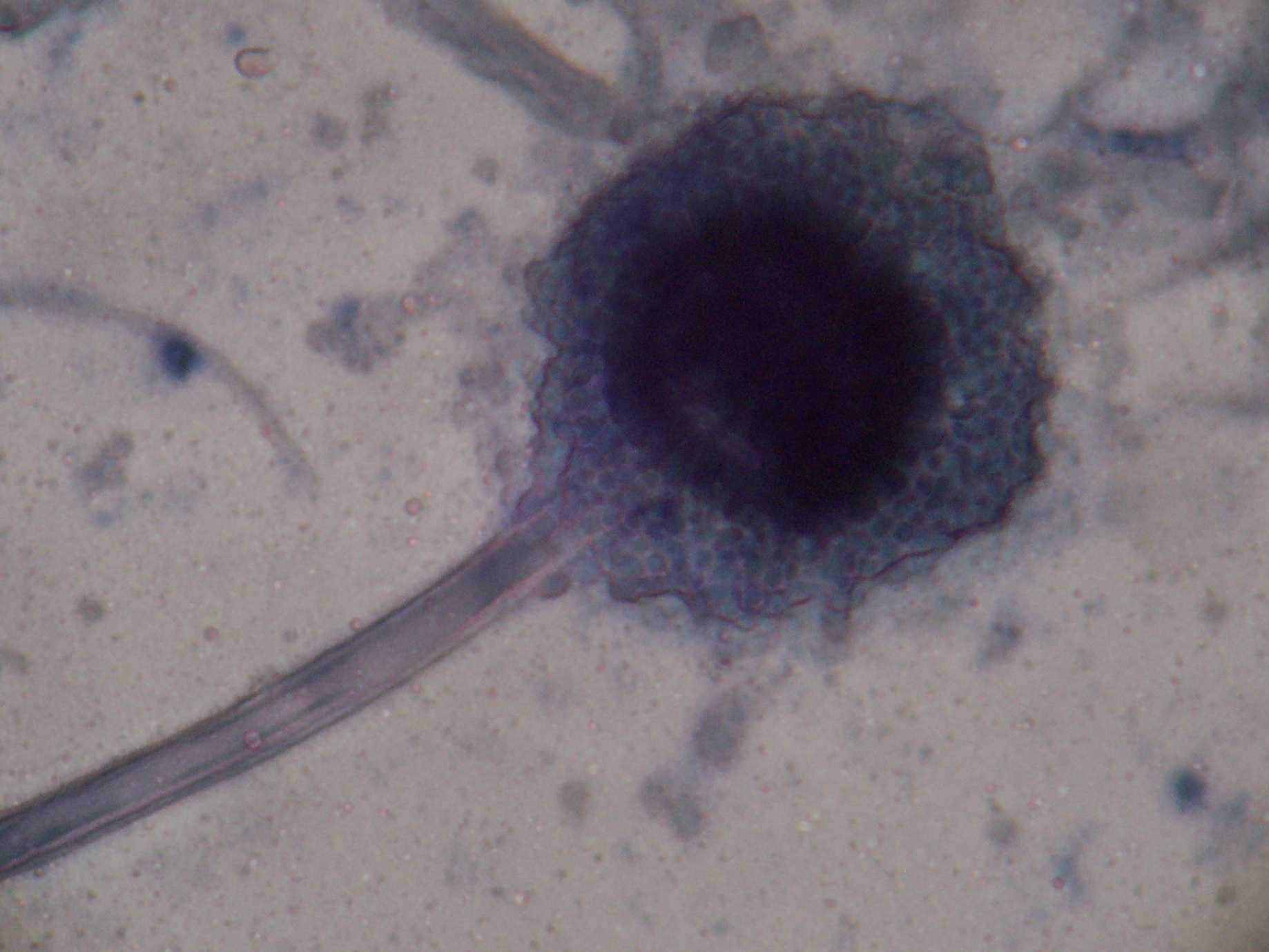
Conidiófora compuesta por una vesícula en el extremo de una hifa, con fiálides y esporas

La estructura microscópica de Aspergillus es única. Tienen hifas tabiculares y conidióforas cuya cabeza está localizada en el extremo de una hifa, compuesta por una vesícula rodeada por una corona de fiálides en forma de botella directamente insertadas sobre la vesícula. De las fiálides se desprenden las esporas (conidios). Otras estructuras se encuentran en ciertas especies y no en otras, por ejemplo las células de Hüle.

### Seguridad y salud laboral
- R.D. Agentes Biológicos: el Aspergillus fumigatus aparece clasificado en el nivel 2
- NTP 335 calidad de aire interior, esporas fúngicas
- NTP 488 Calidad en el aire interior: identificación de hongos
- NTP 299 Método para el recuento de hongos en el aire
- NTP 351 Micotoxinas en ambientes laborales
- Protocolo para control de alveolitis

### Otros enlaces
- Imagen de Aspergillus flavus
- Aspergillus y aspergilosis
- Aspergillus, el hongo escurridizo
- Aspergillus, alergias, síntomas y tratamiento
- Vigilancia y control de la aspergilosis
- Nuevas rutas de transmisión en hospital
- "La incidencia de las enfermedades fúngicas en los hospitales se ha duplicado en los últimos años"
- Aspergilus, limpieza y desinfección hospitalaria Archivado el 13 de febrero de 2005 en Wayback Machine..
- Hospital de Cruces: brote de Aspergillus fumigatus y dictamen
- Aspergilosis invasora (enlace roto disponible en Internet Archive; véase el historial, la primera versión y la última).
- Guía de bolsillo de la Aspergilosis invasora
- 65% de mortalidad en trasplantados de médula ósea
- Aspergilosis nosocomial pulmonar
- Aspergillus y pulmón
- Aspergillus e infecciones quirúrgicas
- Aspergillus en obras hospitalarias
- Recomendaciones para el tratamiento por Aspergillus

- Datos: Q335130
- Multimedia: Aspergillus / Q335130
- Especies: Aspergillus